# 1935 en rugby à XV
Cette page présente les faits marquants de l'année 1935 en rugby à XV : les principales compétitions et évènements liés au rugby à XV et rugby à sept ainsi que les naissances et décès de grandes personnalités de ce sport.

## Principales compétitions
- Currie Cup
- Championnat de France (du ?? ???? 1934 au 12 mai 1935)
- Tournoi britannique (du 19 janvier au 6 mars 1935)

## Événements

### Mars
- 9 mars : l'Irlande termine première du Tournoi britannique de rugby à XV 1935 en remportant deux victoires et en concédant une défaite.

### Mai
- 12 mai : le championnat de France de première division 1934-1935 est remporté par le Biarritz olympique qui bat l'USA Perpignan en finale.

### Juin
- ? juin : le Lancashire est champion des comtés anglais.

### Septembre
- Les All Blacks font une longue tournée de septembre 1935 à janvier 1936 qui les amène successivement dans les îles britanniques puis au Canada. Leur bilan est positif puisqu’ils remportent 26 matchs en 30 rencontres. Ils font un match nul et subissent trois défaites dont deux en test match contre le pays de Galles et l’Angleterre[1]. Lors du match contre l’Angleterre, le prince russe Alexander Obolensky a contribué au succès des Anglais en marquant deux essais[2].

### Décembre
- Tournée des All Blacks dans les îles britanniques, test-matchs contre les Irlandais et les Gallois.

## Principales naissances
- 1er janvier : John Graham, joueur de rugby à XV de l'équipe de Nouvelle-Zélande, (53 sélections), naît à Stratford.
- 10 juillet : Wilson Whineray, joueur de rugby à XV de l'équipe de Nouvelle-Zélande à 32 reprises, naît à Auckland.
- 28 novembre : Frik du Preez, international sud-africain à 38 reprises, naît à Rustenburg.
- Création du Championnat FIRA, la France étant exclue du Tournoi.